# Tanama
La Tanama (in russo  Танама?) è un fiume della Russia siberiana settentrionale affluente di sinistra dello Enisej. Il fiume costituisce per buona parte del suo corso il confine tra il Circondario autonomo Jamalo-Nenec e il Territorio di Krasnojarsk; in particolare tra i rispettivi Tazovskij rajon e Tajmyrskij rajon.

## Geografia
La Tanama ha origine nel sud-est della penisola di Gyda, tra i fiumi Taz e Enisej. La lunghezza del fiume è di 521 km, l'area del bacino è di 23 100 km². Il fiume scorre attraverso una pianura paludosa e sfocia nel canale Derjabinskij (Дерябинский Енисей) un braccio nel lato sinistro del delta dello Enisej.
I suoi principali affluenti sono: Bol'šaja Pjako-Jacha (Большая Пяко-Яха) da destra; e Ngarka-Lybonkat-Jacha, Jarto-Jacha, Bol'šaja Nanere-Jacha (Нгарка-Лыбонкат-Яха, Ярто-Яха, Большая Нанере-Яха) da sinistra.
Il bacino del fiume si trova nella tundra, nella zona del permafrost. Il fiume si congela per diversi mesi: da fine settembre - inizio ottobre, a fine maggio - inizio giugno. Non ci sono insediamenti sulle rive del fiume.